# راینر فورس
راینر فورس (فنلاندی: Rainer Forss; ۲۰ اکتبر ۱۹۳۰ – ۲ اوت ۲۰۰۵) بازیکن فوتبال اهل فنلاند بود.
از باشگاه‌هایی که در آن بازی کرده‌است می‌توان به باشگاه فوتبال تورون پالوسئورا اشاره کرد.وی همچنین در تیم‌ ملی فوتبال فنلاند بازی کرده‌است.